# Municipio de Buchanan (Iowa)
El municipio de Buchanan (en inglés: Buchanan Township) es un municipio ubicado en el condado de Jefferson en el estado estadounidense de Iowa. En el año 2010 tenía una población de 1561 habitantes y una densidad poblacional de 16,91 personas por km².

## Geografía
El municipio de Buchanan se encuentra ubicado en las coordenadas 41°1′31″N 91°54′13″O / 41.02528, -91.90361. Según la Oficina del Censo de los Estados Unidos, el municipio tiene una superficie total de 92.3 km², de la cual 91,93 km² corresponden a tierra firme y (0,4 %) 0,37 km² es agua.

## Demografía
Según el censo de 2010, había 1561 personas residiendo en el municipio de Buchanan. La densidad de población era de 16,91 hab./km². De los 1561 habitantes, el municipio de Buchanan estaba compuesto por el 32,93 % blancos, el 0,26 % eran afroamericanos, el 66,3 % eran asiáticos y el 0,51 % eran de una mezcla de razas. Del total de la población el 0,13 % eran hispanos o latinos de cualquier raza.